# 66-5
Cet article possède un paronyme, voir 665.
Production
Diffusion
66-5 est une série télévisée française en huit épisodes de 52 minutes écrite par Anne Landois, produite par Sortilèges Production et diffusée depuis le 18 septembre 2023 sur Canal+.

## Synopsis
Roxane, jeune avocate d’affaires dans un prestigieux cabinet parisien, voit sa vie bouleversée quand son mari, associé du cabinet, est accusé de viol. Ramenée malgré elle dans la cité de son enfance, elle va tenter de se reconstruire en tant qu’avocate pénaliste au tribunal de Bobigny.

## Titre
Le titre du feuilleton fait référence à l’article 66 alinéa 5 de la loi du 31 décembre 1971 relative à la profession d'avocat qui énonce qu’« en toutes matières, que ce soit dans le domaine du conseil ou dans celui de la défense, les consultations adressées par un avocat à son client ou destinées à celui-ci, les correspondances échangées entre le client et son avocat, entre l'avocat et ses confrères à l'exception pour ces dernières de celles portant la mention “officielle”, les notes d'entretien et, plus généralement, toutes les pièces du dossier sont couvertes par le secret professionnel ».
La série est inspirée par une audience de l'avocate Clarisse Serre, consultante d'Anne Landois pour la série Engrenages.

## Fiche technique
Sauf indication contraire, les informations mentionnées dans cette section peuvent être confirmées par les bases de données cinématographiques IMDb et Allociné,  présentes dans la section « Liens externes ».
- Titre français : 66-5
- Genre : Série dramatique
- Producteur délégué : Vassili Clert, Sortilèges Productions
- Producteur exécutif : Frédéric Bruneel, Arezzo Films
- Réalisation : Danielle Arbid (épisodes 1 à 4), Keren ben Rafael (épisodes 5 à 8).
- Scénario : Anne Landois, Audrey Fouché, Elise Benroubi, Laurent Mercier, Simon Jablonka, Nacim Mehtar, Rachid Santaki
- Musique : Grandbrothers[4]
- Décors : Guillaume Deviercy
- Costumes :
- Photographie : Noé Bach (épisodes 1 à 4), Damien Dufresne (épisodes 5 à 8)
- Son : Guillaume Hurmic, Joseph de Laage
- Montage : Jean-François Elie, Aïn Varet, Floriane Allier, Joël Jacovella
- Maquillage :
- Pays de production :  France
- Langue originale : français
- Format : couleur
- Nombre de saisons : 1
- Nombre d'épisodes : 8
- Durée : 52 minutes
- Dates de première diffusion :
  - France : 18 septembre 2023 sur Canal+[5]

## Attribution des rôles
- Alice Isaaz : Roxane Bauer
- Alain Bouzigues : Gilles Bauer
- Éric Pucheu : Samuel Bauer
- Rachid Guellaz : Karim Boutaleb
- Hakim Ferhi : Toufik Boutaleb
- Nailia Harzoune : Yasmine
- Raphaël Acloque : Bilal Arezki
- Emma Avena : Bérénice
- Victor Pontecorvo : capitaine Cyril Morand
- Julien Masdoua : maître Mounir Faraht
- Victor le Fèvre : Jason
- Juliette Plumecocq-Mech : la présidente du tribunal de Bobigny
- Rani Bheemuck : juge Sofia Bokobza
- Victoria Grosbois : la procureure
- Caroline Baehr : Maryline
- Melvin Boomer : Rudy Mondésir
- Cyril Couton : maître Achache
- Kevin Bago : Chérilus Mondésir
- Raphaëlle Rousseau : Jessica

## Accueil

### Audiences et diffusion
En France, la série est diffusée les lundis sur Canal+ par deux épisodes, du 18 septembre au 9 octobre 2023.